# 没食子儿茶精
没食子儿茶精是一种有机化合物，化学式C15H14O7，属于黄烷-3-醇衍生物，结构上与儿茶素类似。